# Ponta Griobo
A Ponta Griobo é uma formação geológica costeira de São Tomé e Príncipe, localizado na ilha de São Tomé, a Oeste da província de Lembá. Este acidente geológico localiza-se próxima à Ponta Burnay e à Ponta Planier.